# Legionella anisa
Espèce
Legionella anisa est une espèce de bacilles à Gram négatif de la famille des Legionellaceae.

## Taxonomie
Le nom correct complet (avec auteur) de ce taxon est Legionella anisa Gorman et al., 1985,.

### Étymologie
L'étymologie du nom spécifique de Legionella anisa est la suivant : « a.ni.sa. L. fem. adj. anisa, unequal, referring to the fact that blue-white autofluorescence is exhibited by most, but not all, strains; from Gr. fem. adj. anisê ».